# 파파 아 라 데리바
《파파 아 라 데리바》(스페인어: Papá a la deriva)는 2015년 방영된 칠레의 텔레노벨라이다.